# El Sant Crist d'Araós
El Sant Crist d'Araós és la capella del poble d'Araós, en el terme municipal d'Alins, a la comarca del Pallars Sobirà.
Es troba en el cementiri d'Araós, en el seu sector central-nord.
És una església romànica d'una nau amb absis semicircular a llevant.